# Ramon Cabau Guasch

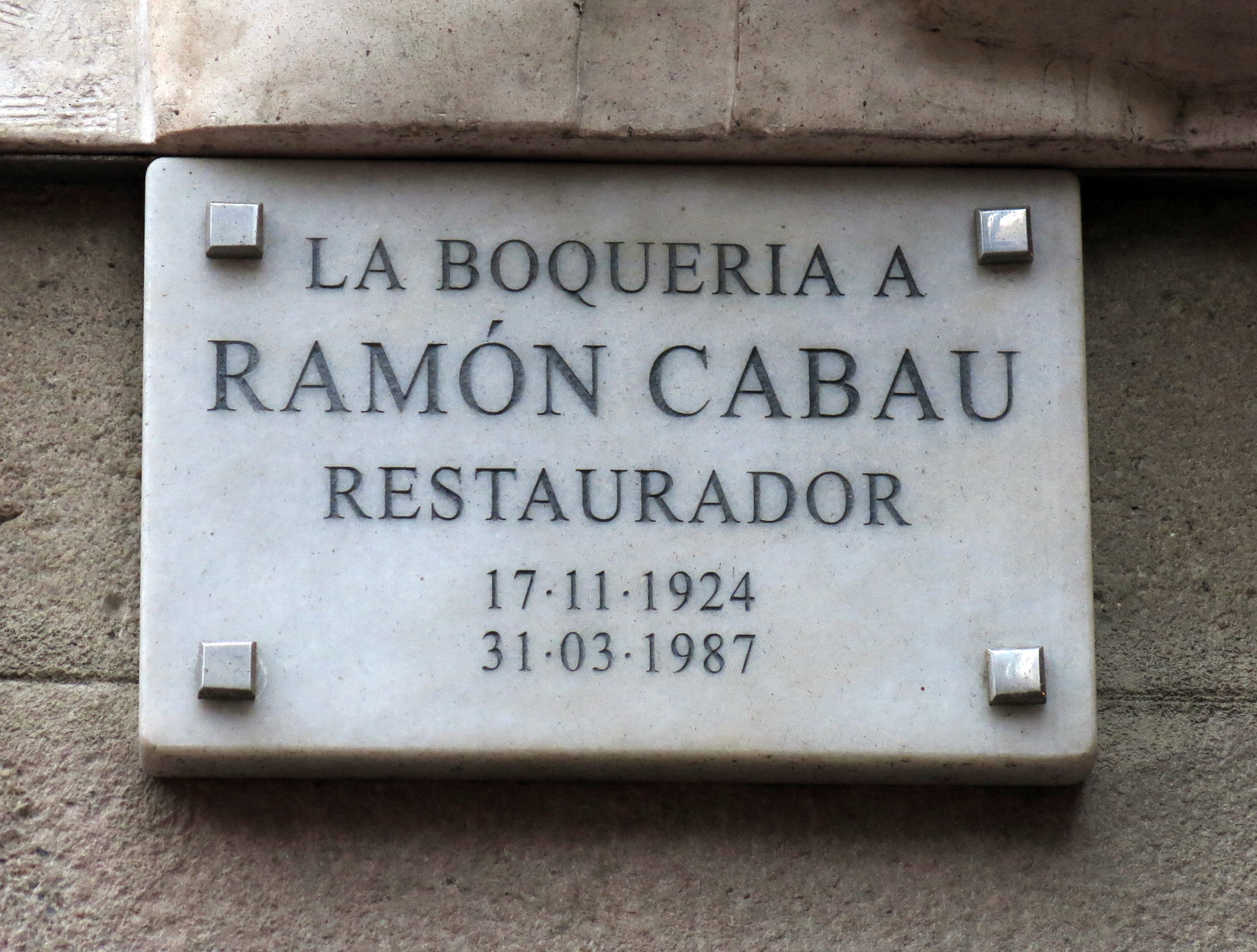
Detall de la placa commemoratica de Ramon Cabau al Mercat de la Boqueria

Ramon Cabau Guasch   (Lleida, 1924 - Barcelona, 31 de març de 1987) va ser un farmacèutic, advocat i un famós gastrònom i restaurador català.

## Biografia
Llicenciat en Dret i Farmàcia, i amb estudis de peritatge agrícola, Cabau va obtenir la seva primera feina en una farmàcia del carrer de Gignàs de Barcelona, i al cap de poc temps va conèixer la Francesca (Paquita), una de les filles d'Agustí Agut, un dels patriarques de la restauració barcelonina. La parella va contraure matrimoni el 1955 i Cabau es va integrar en el clan Agut, començant a treballar al restaurant familiar del mateix nom, que Agustí Agut i la seva esposa havien inaugurat el 1924.
Poc temps després, el 1962, Ramón Cabau es va independitzar laboralment del seu sogre i va obrir el seu propi restaurant molt a prop de l'establiment familiar, al carrer de la Trinitat, cantonada amb el d'Avinyó. Anomenat Agut d'Avinyó, el nou local va acabar convertint-se en un famós restaurant. A la fi dels 1960 havia adquirit ja un notable prestigi, i en els 1970 es va convertir en un temple de la gastronomia.
Cabau es va convertir, al costat del seu Agut d'Avinyó, en tota una institució. Al seu restaurant s'experimentava amb la nova cuina i es treballava el producte de qualitat i de temporada. A més, Cabau gaudia especialment d'una mena de cerimònia quotidiana a La Boqueria. No es limitava a comprar, suggeria idees, proposava millores, animava els venedors a incorporar un producte o un altre a la seva oferta. El 1984, però, Cabau va deixar el restaurant. Això, no li va impedir de continuar acudint a la Boqueria, convertit ara en proveïdor, i venent verdures de qualitat conreades a la seva finca de Canet de Mar, al Maresme.
El 31 de març de 1987, com cada matí, Ramon Cabau va aparèixer a la Boqueria. Semblava baix d'ànim, però en realitat Cabau patia freqüents depressions des que va vendre el seu restaurant. Aquell dia va lliurar una flor a cadascun dels seus amics del mercat, va parlar amb diversos d'ells, va donar una última volta d'honor i, poc després de les nou, va demanar un got d'aigua. Amb l'aigua va ingerir una píndola de cianur. Va morir allà mateix. El dia del seu enterrament va ser acomiadat per milers de comerciants i clients del popular mercat barceloní de la Boqueria. Les seves restes mortals es van traslladar al cementiri de Montjuïc, on van rebre sepultura.
Un dels carrerons que des de la Rambla s'endinsen a la Boqueria porta el nom de Ramon Cabau.
Nèstor Luján es va convertir en el gendre de Ramon Cabau en casar-se amb la seva filla Tin (Francesca Paquitín Esperança Cabau Agut) el 1973.